# Замок Святого Іларіона

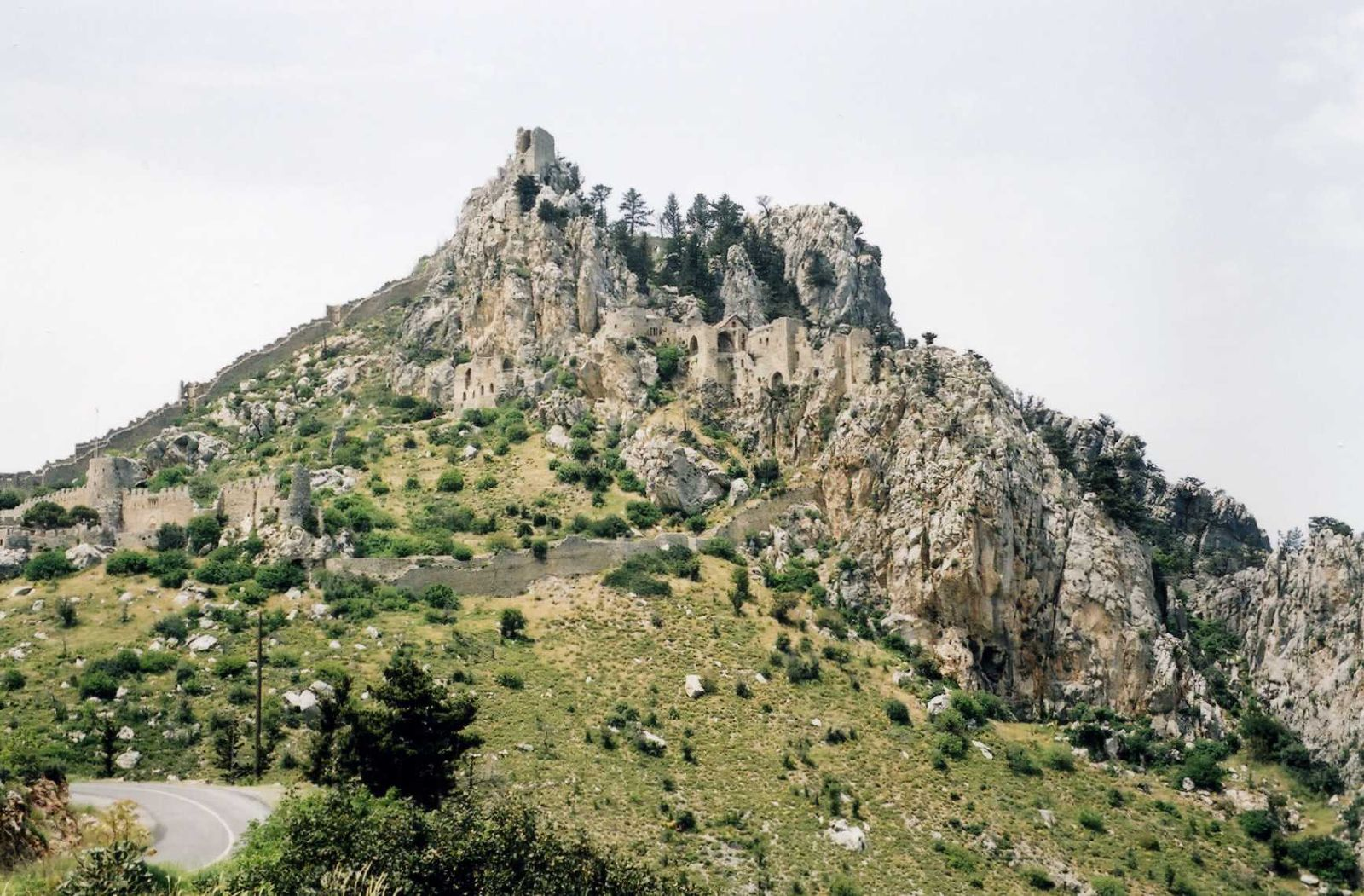
Замок Святого Іларіона

Замок Святого Іларіона (грец. Κάστρο του Αγίου Ιλαρίωνα, в середні віки також мав назву Дьйо д'Амур) — замок на Кіпрі на схилах  Кіренійського хребта.

## Історія
Спочатку це був монастир, названий на честь ченця, який вибрав це місце для свого скиту. Пізніше монастир значно укріплений візантійцями та з замками Буффавенто і Кантара сформував оборону острова від набігів  арабських піратів на узбережжі.
У період  Кіпрського королівства замок був укріплений представниками династії  Лузіньянів (1192—1489), які в XIII столітті передали замок феодальному роду Ібелінів. Замок був практично неприступний. У 1232 році замок успішно витримав облогу військ імператора Фрідріха II, яка була знята після битви при Агріді.
У 1373 році під час Кіпро-генуезької війни замок було взято в облогу військами Генуезької республіки,  але захисники на чолі з коннетаблем Кіпру Жаном де Лузіньяном успішно її відбили.
Замок складався з трьох відділів (або палат). У нижній палаті розташовувалися стайні та казарми для гвардійців. В інших палатах розташовувалася церква, а в найбільш верхніх жили члени королівської сім'ї.
У XV столітті значна частина замку була демонтована венеційцями з метою скорочення витрат на його ремонт і обслуговування гарнізону.
У 1960-х замок постраждав під час греко-турецьких конфліктів і збройних зіткнень.
З 1974 він знаходиться на території ТРПК.